# Limanowa (gmina)
Limanowa est une gmina rurale du powiat de Limanowa, Petite-Pologne, dans le sud de la Pologne. Son siège est la ville de Limanowa, bien qu'elle ne fasse pas partie du territoire de la gmina.
La gmina couvre une superficie de 152,39 km2 pour une population de 22 794 habitants.

## Géographie
La gmina inclut les villages de Bałażówka, Kanina, Kisielówka, Kłodne, Koszary, Lipowe, Makowica, Męcina, Młynne, Mordarka, Nowe Rybie, Pasierbiec, Pisarzowa, Rupniów, Siekierczyna, Sowliny, Stara Wieś, Stare Rybie, Walowa Góra et Wysokie.
La gmina borde la ville de Limanowa et les gminy de Chełmiec, Jodłownik, Łapanów, Laskowa, Łososina Dolna, Łukowica, Podegrodzie, Słopnice, Trzciana et Tymbark.